# اسماعیل جوهری
جوهری (نام کامل: ابونصر اسماعیل بن حماد جوهری)، ادیب و لغوی ایرانی قرن چهارم و مؤلف صحاح اللغه می‌باشد.
وی از اهالی فاراب، در ماوراءالنهر،یا ولایت فاریاب افغانستان  در خراسان بزرگ قدیم بود. در ۳۳۲ متولد شد. وی نخستین کسی است که واژگان عربی را به‌ترتیب هجا مرتب کرد. در خوش خطی او را همپایه ابن مُقْله (متوفی ۳۲۸) و ابن بَواب (متوفی ۴۲۳) دانسته‌اند. با آنکه عرب تبار نبود، مانند افراد بادیه‌نشین فصیح سخن می‌گفت. وی از جمله علمایی بود که پس از خلیل بن احمد فَراهیدی (متوفی بین ۱۷۰ تا ۱۷۵) به علم عروض پرداخت، به اوزان شعری صورت نهایی داد و آن را تکمیل نمود.وی مدام در سفر بود. وی در طلب علم به بغداد و شام و حجاز سفر کرد و در مراجعت چندی در دامغان اقامت گزید و پس از آن به نیشابور رفت و برای همیشه در آنجا زیست. ابونصر در بغداد نزد ابوسعید سیرافی و ابوعلی فارسی تحصیل کرد.
وی در جریان تلاش برای پرواز با دو بال چوبی پس از پرش از بام مسجدی در نیشابور جان خود را از دست داد. تاریخ دقیق مرگ او معلوم نیست ؛ آن را سال ۳۹۳، ۳۹۸، یا حدود ۴۰۰ ضبط کرده‌اند .

## آثار
- بیان الاعراب
- صحاح اللغة
- عروض الورقة
- مقدمهٔ نحو